# 恩丙茶碱
恩丙茶碱（也称为3-丙基黄嘌呤，3-propylxanthine）是一种含氮有机化合物，化学式为C8H10N4O2，属于黄嘌呤衍生物，可作为支气管扩张药用于治疗哮喘。